# Папуловское сельское поселение
Папуловское сельское поселение — упразднённое муниципальное образование в составе Лузского района Кировской области России.
Центр — деревня Папулово.

## История
Папуловское сельское поселение образовано 1 января 2006 года согласно Закону Кировской области от 07.12.2004 № 284-ЗО.
Законом Кировской области от 28 апреля 2012 года № 141-ЗО в состав поселения включены все населённые места упразднённого Грибошинского сельского поселения.
К 2021 году упразднено в связи с преобразованием муниципального района в муниципальный округ.

## Население
| 2010 | 2012 | 2013 | 2014 | 2015 | 2016 | 2017 |
| ---- | ---- | ---- | ---- | ---- | ---- | ---- |
| 656  | ↘618 | ↗995 | ↘923 | ↘850 | ↘783 | ↘730 |
| 2018 | 2019 | 2020 | 2021 |      |      |      |
| ↘685 | ↘631 | ↘605 | ↘515 |      |      |      |

## Состав
В поселение входят 50 населённых мест (население, 2010):
| - деревня Папулово — 238 чел.; - деревня Алешево — 2 чел.; - деревня Антипино — 16 чел.; - деревня Большедорская — 1 чел.; - посёлок Боровица — 328 чел.; - деревня Бушковская — 3 чел.; - деревня Гавриловская — 0 чел.; - деревня Емельяново — 15 чел.; - деревня Ерзовка — 39 чел.; - деревня Льнозавод — 2 чел.; - деревня Моисеева Гора — 4 чел.; - деревня Надеевская — 6 чел.; - деревня Никитинская — 0 чел.; | - деревня Прокошевская — 1 чел.; - деревня Чирково — 1 чел.; - деревня Чумовица — 0 чел.; - посёлок Уга — 160 чел.; - деревня Андреева Гора — 58 чел.; - деревня Бабаевская — 3 чел.; - деревня Бурковская — 0 чел.; - деревня Вердюковская — 0 чел.; - деревня Годово — 7 чел.; - деревня Грибошино — 9 чел.; - деревня Грибошинский Выставок — 0 чел.; - деревня Дресвище — 16 чел.; | - деревня Егошинская — 33 чел.; - деревня Захаровская — 3 чел.; - деревня Захаровский Выставок — 1 чел.; - деревня Кикосовская — 7 чел.; - деревня Комельская — 20 чел.; - деревня Косково — 3 чел.; - деревня Лопотово — 25 чел.; - деревня Лухтаново — 19 чел.; - деревня Мысовская — 9 чел.; - деревня Мясовская — 19 чел.; - деревня Насоновская — 1 чел.; | - деревня Павлушинская — 6 чел.; - деревня Пасхалинская — 5 чел.; - деревня Перевоз — 4 чел.; - деревня Пестовская — 42 чел.; - деревня Песчанка — 4 чел.; - деревня Романова Гора — 9 чел.; - деревня Спирина Гора — 1 чел.; - деревня Тереховская — 0 чел.; - деревня Тимошинская — 10 чел.; - деревня Ушкинская — 14 чел.; - деревня Ушкинский Выставок — 3 чел.; - деревня Харитоново — 19 чел. |

### Упразднённые населённые пункты
Деревня Никитинская.
В 2015 году упразднена деревня Горка выставок.